# L'amico fedele (film)
L'amico fedele (The Friend) è un film del 2024, scritto e diretto da Scott McGehee e David Siegel. 
La pellicola è l'adattamento cinematografico dal romanzo omonimo, scritto da Sigrid Nunez..

## Trama
Dopo il suicidio del suo mentore William, la scrittrice Iris eredita il suo cane, un enorme alano di nome Apollo.

## Produzione
Nel febbraio 2022 è stato annunciato che Naomi Watts avrebbe recitato in un film di Scott McGehee e David Siegel; nel febbraio 2024 Bill Murray, Sarah Pidgeon, Constance Wu, Ann Dowd, Noma Dumezweni, Felix Solis e Owen Teague si sono uniti al cast, seguiti da Carla Gugino il mese seguente. Le riprese sono iniziate a New York nel febbraio 2024.

## Promozione
Il primo trailer è stato diffuso l'11 febbraio 2025.

## Distribuzione
Il film è stato presentato in anteprima assoluta il 31 agosto 2024 al Telluride Film Festival e poi proiettato al Toronto International Film Festival il 6 settembre successivo. È stato distribuito nelle sale nordamericane il 28 marzo 2025 e in quelle italiane il 5 giugno successivo.

## Accoglienza

### Incassi
Il film ha incassato poco più di 4,8 milioni di dollari.

### Critica
Sull'aggregatore di recensioni Rotten Tomatoes 144 critici esprimono un gradimento dell'83%, su Metacritic il voto medio di 35 critici è 70/100.